# Janów (Olszanka)
Janów (deutsch Johnsdorf) ist ein Dorf der Landgemeinde Olszanka (Alzenau) im Powiat Brzeski der Woiwodschaft Opole in Polen.

## Geographie
Janów liegt rund drei Kilometer östlich von Olszanka, 13 Kilometer südöstlich von Brzeg (Brieg) und 35 Kilometer nordwestlich von Opole (Oppeln) in der Nizina Śląska (Schlesische Tiefebene). Durch den Ort verläuft die Woiwodschaftsstraße Droga wojewódzka 462.
Nachbarorte sind im Norden Gierszowice (Giersdorf), im Nordosten Strzelniki (Jägerndorf), im Osten Łosiów (Lossen), im Südosten Jasiona (Jeschen) und im Westen Pogorzela (Pogarell).

## Geschichte

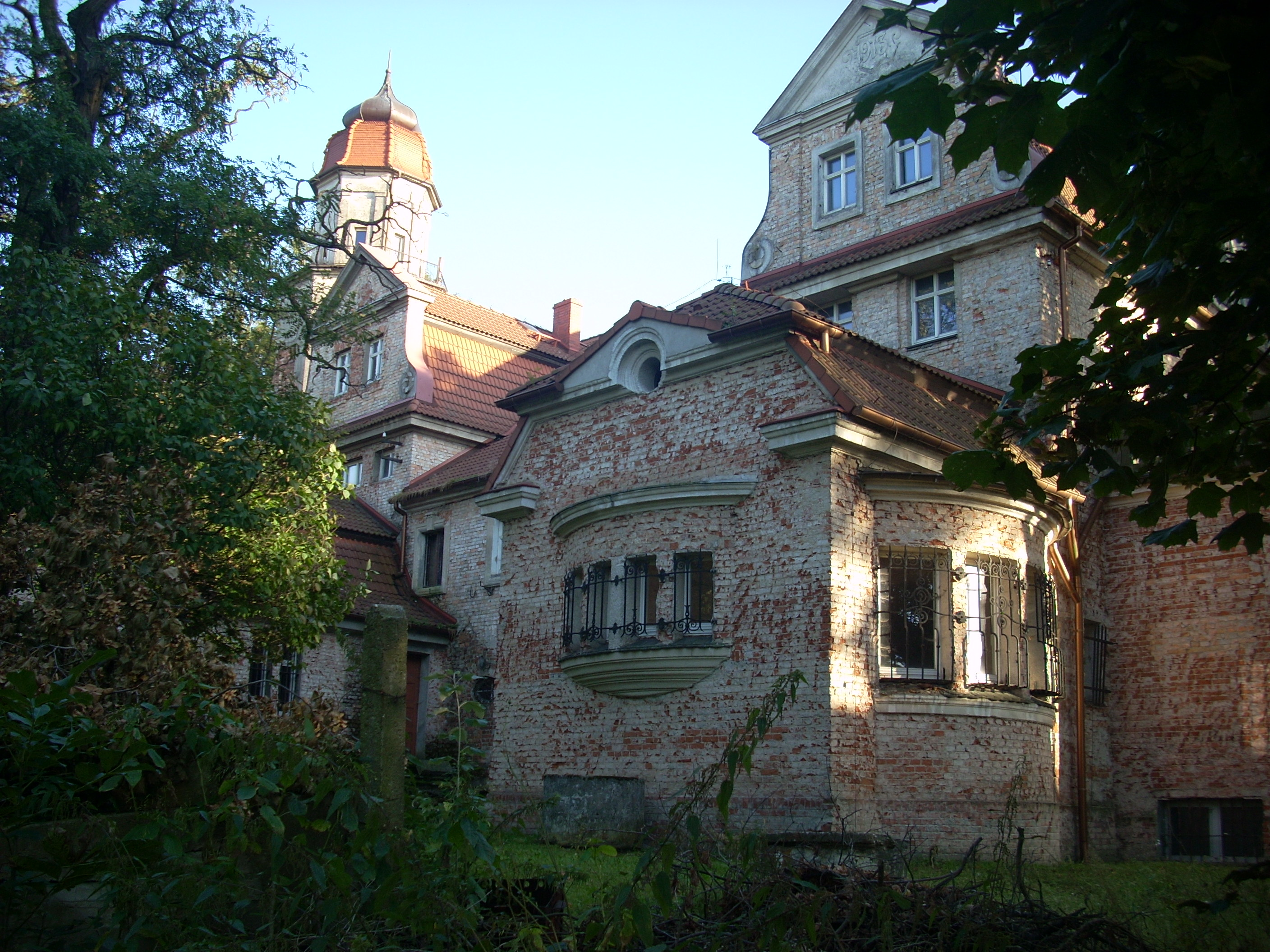
Schloss Johnsdorf (2011)

„Jonsdorf“ wurde 1409 erstmals urkundlich erwähnt. Der Ortsname leitet sich vom Namen des Gründers ab, Dorf des Johannes.
Nach dem Ersten Schlesischen Krieg 1742 fiel Johnsdorf mit dem größten Teil Schlesiens an Preußen.
Nach der Neugliederung der Provinz Schlesien gehörte die Landgemeinde Johnsdorf ab 1818 zum Landkreis Brieg, mit dem es bis 1945 verbunden blieb. 1845 bestanden im Dorf ein Schloss, ein Vorwerk, eine Brauerei, eine Brennerei und weitere 38 Häuser. Die Einwohnerzahl lag bei 215, davon 18 katholisch. 1874 wurde der Amtsbezirk Alzenau gebildet, zu dem Johnsdorf eingegliedert wurde. 1885 lebten 148 Menschen in Johnsdorf. Zwischen 1904 und 1913 wurde das Schloss Johnsdorf erbaut. 1933 lebten in Johnsdorf 187 Einwohner, 1939 waren es 174. Bis 1945 gehörte das Dorf zum Landkreis Brieg.
Als Folge des Zweiten Weltkriegs fiel Johnsdorf 1945 mit dem größten Teil Schlesiens an Polen. Nachfolgend wurde es in Janów umbenannt und der Woiwodschaft Schlesien und 1950 der Woiwodschaft Opole eingegliedert. Seit 1999 gehört es zum Powiat Breszki (Kreis Brieg).

## Sehenswürdigkeiten
- Das Schloss Johnsdorf wurde zwischen 1904 und 1913 im Auftrag der Familie Moll erbaut. Zuvor bestand bereits an gleicher Stelle ein Gutshof aus dem 18. Jahrhundert. Das Schloss wurde im neobarocken und neoklassizistischen Stil erbaut. Das zweigeschossige Gebäude besitzt einen rechteckigen Grundriss sowie einen achteckigen Turm an der Ostseite.[6] Seit 1987 steht es unter Denkmalschutz.[7]
- Umgeben ist das Schloss von einem 1,5 Hektar großen Park. Ende der 1990er Jahre wurden im Park Sanierungsarbeiten durchgeführt. An der Nordwestseite befindet sich neubarockes Torgebäude.[6] Die Parkanlage steht seit 1983 unter Denkmalschutz.[7]